# Mark Neeleman
Mark Neeleman (Salt Lake City, 1  de agosto de 1978) é um empresário americano.
Fundador e Presidente da Bamazon Technologies Brasil Ltda
Em 2010, Neeleman lançou a "Jumpstart", uma empresa de vendas porta-a-porta focada em trazer tecnologias de monitoramento para a classe média brasileira com o intuito de fornecer o máximo de segurança. Ele atuou como CEO e Presidente da Jumpstart, que mudou seu nome para Vigzul em 2013. Hoje Neeleman é o segundo maior acionista da Vigzul, uma empresa de $ 240 milhões de dólares, e atua no Conselho de Administração.

## Azul
Em 2008, ansioso para expandir sua carreira para a fronteira internacional, Neeleman se mudou para o Brasil com o objetivo de co-fundar a Azul Linhas Aéreas com seu irmão David Neeleman. Desde a sua criação aos dias atuais, a Azul tornou-se a maior companhia aérea do Brasil e é uma das empresas com o crescimento mais rápido do Brasil, transportando 2 milhões de passageiros por mês

## Vigzul
Em 2010, Neeleman lançou a "Jumpstart", uma empresa de vendas porta-a-porta focada em trazer tecnologias de monitoramento para a classe média brasileira com o intuito de fornecer o máximo de segurança. Ele atuou como CEO e Presidente da Jumpstart, que mudou seu nome para Vigzul em 2013. Hoje Neeleman é o segundo maior acionista da Vigzul, uma empresa de $ 240 milhões de dólares, e atua no Conselho de Administração.
Em outubro de 2013 Neeleman anunciou o lançamento da empresa Vigzul, em sociedade com seu irmão mais jovem, Mark James Neeleman. A empresa tem seu foco no fornecimento de sistemas e serviços de monitoramento residencial e comercial. Os recursos de investimento foram aportados pelo fundo de private equity Peterson Partners, que também tem participação na Azul.

## Bamazon
Em 2013 o amor de Mark pelo Brasil prendeu sua atenção à situação da Floresta Amazônica, que por sua vez levou-o a ligar-se com o poder do bambu. Ele decidiu dedicar seu tempo e energia para parar o desmatamento da Floresta através do desenvolvimento de bambu como uma alternativa viável de madeira mainstream, aliviando a pressão sobre os preciosos recursos florestais do Brasil, o que ocorre por meio da extração ilegal de madeira. Ao formar a Mark J. Neeleman International Ltda neste ano, Neeleman pretende combinar sua rede substancial de conexões sociais e políticas para desenvolver uma cadeia de suprimentos e demanda local para uma  para beneficiar as regiões da Amazônia. Neeleman pretende oferecer materiais de construção certificados, bem como habitações a preços acessíveis derivadas de produtos de construção livre de árvores e restaurar o dossel da floresta com bambu e outras madeiras nobres através de estratégias de plantação de permacultura.